# Carlos Torres (actor)
Carlos Andrés Torres Rivera (Barranquilla, Colombia; 20 de septiembre de 1988) es un actor colombiano reconocido por su versatilidad y carisma en la televisión y el cine latinoamericanos. Con una carrera que abarca más de dos décadas, ha interpretado una amplia variedad de personajes en producciones que van desde dramas sociales hasta comedias románticas y thrillers.
Es conocido por participar en producciones como: Sala de urgencias, Francisco el matemático, La reina del flow y Amar y vivir.

## Biografía
Desde joven mostró interés en las artes escénicas, combinando sus estudios con su pasión por la actuación. Se formó en la Escuela Nacional de Arte Dramático en Colombia, donde pulió sus habilidades actorales antes de iniciar su carrera profesional. Su persistencia y carisma le permitieron rápidamente destacarse en la escena televisiva colombiana.

## Carrera
La carrera de Carlos Torres se caracteriza por su diversidad en papeles y géneros. Comenzó en la icónica telenovela Padres e Hijos, donde su interpretación de personajes juveniles le abrió las puertas para papeles más complejos. 
En el periodo 2007-2014 partició en las telenovelas	Floricienta, Cómplices, Amor, mentiras y vídeo] que fue su primer protagónico en Colombia, Niñas mal, Las santísimas, Pobres Rico, Secretos del paraíso, Un sueño llamado salsa.  Su debut en el cine fue en 2013 en la película  Crimen con Vista al Mar, escrita por el guionista Nicolás Saad y dirigida por Gerardo Herrero. 
Durante el periodo 2014–2018, Carlos Torres amplió su repertorio con roles en series dramáticas. Fue fundamental en esta etapa de su carrera su papel en la serie Sala de urgencias (2015-2016), un drama médico ambientado en un hospital donde se exploran tanto las emergencias clínicas como las vidas personales del equipo médico. En esta producción, Carlos trabajó junto a actores consagrados como Rafael Novoa, Alejandra Borrero, Roberto Cano, Marcela Carvajal y Juliana Galvis, figuras que marcaron la televisión colombiana. Sala de urgencias fue reconocida por su enfoque humano y realista, consolidándose como una de las series médicas más importantes del país.
Otra serie dramática de gran renombre en la que participó fue La ley del corazón, una serie que combina el drama judicial con historias personales. En ella compartió créditos con actores de la talla de Julián Román, Laura Londoño y María Elisa Camargo. Esta producción fue un éxito en Colombia por su trama ágil y sus personajes bien desarrollados. Ello permitió a Torres demostrar su capacidad para interpretar personajes más maduros y complejos.
Participó en la nueva versión de la telenovela Azúcar, junto a actores de la talla de Alejandra Borrero, Óscar Borda y Luly Bossa. En la producción, Carlos interpreta a Santiago Solaz, perteneciente a una familia que carga una maldición a causa del racismo
En 2017, su participación en series como Francisco el Matemático lo consolidó como un rostro familiar para la audiencia joven, enfrentándose a temáticas sociales de gran impacto en Colombia.

### La reina del Flow
La importancia de Carlos Torres en la televisión latina se potenció con su protagónico en La reina del flow (2018–2021), una serie musical de gran éxito internacional que se convirtió en uno de los títulos colombianos más vistos en Netflix. La serie combina drama, música urbana y venganza, y llevó a Carlos a una audiencia global. Su papel como el carismático y complejo Charly Flow fue alabado por la crítica y el público, generando un fenómeno cultural que incluso abrió camino para una segunda temporada y la esperada tercera entrega, confirmada en 2024. En este proyecto, Carlos trabajó con actores de renombre como Carolina Ramírez, Andrés Sandoval y Juan Manuel Restrepo, fortaleciendo un elenco que supo capturar la esencia de la música urbana y la narrativa emocional.
Luego, en 2019 participó en Bolívar interpretando a Don Lorenzo. En el remake de la telenovela  Amar y vivir de 2020, Torres interpretó a Joaquín Herrera donde brilló por su interpretación emocional, consolidando aún más su popularidad y conexión con la audiencia.
Además ese año participó en Estados Unidos en la telenovela de Telemundo 100 días para enamorarnos.
En años recientes, Torres ha explorado nuevos géneros y plataformas digitales. En 2021, su papel en De brutas, nada  de Sony Pictures Television para Amazon Prime Video, permitió a la audiencia verlo en una comedia romántica con elementos contemporáneos, acompañado por un elenco fresco y talentoso, destacando la química con actores jóvenes y en ascenso de la televisión. Esta serie ha tenido buena acogida en plataformas de streaming, ampliando la proyección de Torres a públicos más jóvenes.
. Ese mismo año también protagoniza la telenovela de suspenseLa nieta elegida junto a Francisca Estévez, donde interpreta a Juan Esteban Osorno.
En 2023 y 2024, Carlos continuó consolidándose con proyectos como la comedia Pedro el escamoso: más escamoso que nunca, segunda secuela de Pedro el escamoso. Está coprotagonizada junto a Miguel Varoni. Posteriormente, en la serie Sed de venganza, un thriller dramático donde enfrentó el reto de interpretar personajes con dilemas morales profundos, trabajando con actores como Sebastián Martínez y Angely Gaviria.
En 2025 participa en el thriller Medusa, situado en Barranquilla. Una producción de Netflix que reúne a un elenco destacado y que ha sido reconocida por su calidad narrativa y producción.
Además, ha incursionado recientemente en el cine, participando en películas como Algo azul, con la panameña Elizabeth Grimaldo. Una comedia que tuvo su estreno internacional en festivales en Estados Unidos, donde su actuación ha sido destacada por la crítica especializada.

## Premios y reconocimientos
Carlos Torres ha sido reconocido en múltiples ocasiones por su trabajo actoral. Entre sus galardones destacan premios en categorías de televisión y telenovelas, así como reconocimientos en festivales regionales. Fue ganador de varios premios Talento Caribe, que valoran la calidad de las producciones y actores del Caribe colombiano.
Su papel en La reina del flow le valió nominaciones y premios en eventos nacionales e internacionales, confirmándolo como uno de los actores más influyentes de la televisión colombiana en la última década.

## Filmografía
| Año           | Título                                    | Personaje                          | Notas                                                                         |
| ------------- | ----------------------------------------- | ---------------------------------- | ----------------------------------------------------------------------------- |
| 2005          | Padres e hijos                            | Jerónimo Cantillo «El Sardino»     | Debut; Teleovela                                                              |
| 2006-2007     | Floricienta                               | Franco Fritzenwalden               | Elenco Principal; Telenovela                                                  |
| 2007–2008     | Pocholo                                   | Pablo Pérez                        | Elenco Secundario; Telenovela                                                 |
| 2008          | Cómplices                                 | Juan Pablo Bustamante              | Elenco Principal; Telenovela                                                  |
| 2009          | Amor, mentiras y video                    | Tomás Muñoz                        | Elenco Principal; Telenovela                                                  |
| 2010          | Niñas mal                                 | Enrique «Kike» Linares             | Antagonista Principal (Temporada 1); Telenovela                               |
| 2012–2013     | Las santísimas                            | Joaquín Ortega                     | Elenco Principal; Telenovela                                                  |
| 2012–2013     | Pobres Rico                               | Gustavo Rico                       | Elenco Principal; Telenovela                                                  |
| 2013          | Secretos del paraíso                      | Julián Márquez                     | Elenco Principal; Telenovela                                                  |
| 2014          | Un sueño llamado salsa                    | Diego Armando Torres               | Elenco Principal; Telenovela                                                  |
| 2015–2016     | Sala de urgencias                         | Dr. Juan José Cardona              | Elenco Principal (Temporada 1-2); Telenovela                                  |
| 2016          | Azúcar                                    | Santiago Solaz Vallecilla          | Elenco Principal; Telenovela                                                  |
| 2016–2017     | La ley del corazón                        | Mario Aristizábal                  | Invitado Especial; (Temporada 1); telenovela                                  |
| 2017          | Francisco el Matemático: Clase 2017       | Francisco Quintana Fraile          | Protagonista; Telenovela                                                      |
| 2018-presente | La reina del flow                         | Carlos Cruz Martínez «Charly Flow» | Antagonista Principal (Temporada 1); Protagonista (Temporada 2-3); Telenovela |
| 2019          | Bolívar                                   | Lorenzo Ulloa Cárdenas             | Elenco Principal; Telenovela                                                  |
| 2020          | 100 días para enamorarnos                 | Fabián «Lobo» Ramírez              | Elenco Recurente (Temporada 1); Serie TV                                      |
| 2020          | Amar y vivir                              | Joaquín Herrera                    | Protagonista; Telenovela                                                      |
| 2021          | De brutas, nada                           | Julio Medina                       | Elenco Recurrente (Temporada 2); Serie TV                                     |
| 2021–2022     | La nieta elegida                          | Juan Esteban «Juanes» Osorno       | Protagonista; Telenovela                                                      |
| 2023          | Bienvenidos a Edén                        | Joel                               | Colaboración Especial (Temporada 2); Serie TV                                 |
| 2024          | Pedro el escamoso: más escamoso que nunca | Pedro Vicente Coral Jr.            | Protagonista; Serie TV                                                        |
| 2024–2025     | Sed de venganza                           | Gabriel del Pino                   | Elenco Principal; Telenovela                                                  |
| 2025          | Medusa                                    | Cristian Hidalgo                   | Elenco Principal ; Serie TV                                                   |

| Año  | Título    | Personaje | Rol          |
| ---- | --------- | --------- | ------------ |
| 2021 | Algo azul | Rodrigo   | Protagonista |

## Premios y nominaciones

### Premios TV y telenovelas
Véase también: Premios TVyNovelas
| Año  | Categoría                            | Telenovela o serie      | Resultado |
| ---- | ------------------------------------ | ----------------------- | --------- |
| 2016 | Mejor actor de reparto de telenovela | Las santísimas          | Nominado  |
| 2017 | Mejor actor protagónico de serie     | Francisco el matemático | Nominado  |

### Premios India Catalina
Véase también: Premios India Catalina
| Año  | Categoría                                     | Telenovela o Serie      | Resultado |
| ---- | --------------------------------------------- | ----------------------- | --------- |
| 2018 | Talento favorito del público                  | Francisco el matemático | Nominado  |
| 2019 | Mejor actor protagónico de telenovela o serie | La reina del flow       | Nominado  |
| 2022 | Mejor actor protagónico de telenovela o serie | La reina del flow       | Nominado  |
| 2022 | Talento favorito del público                  | La reina del flow       | Nominado  |

### Otros premios obtenidos
- Premios Latin Plug a mejor actor nacional de Colombia
- Premios Talento Caribe a mejor actor del año[21]